# Tim Akers
Tim Akers (* 12. Dezember 1972 in North Carolina) ist ein US-amerikanischer Autor.

## Leben
Tim Akers wurde in North Carolina als einziges Kind eines Theologen geboren. Derzeit wohnt er in Chicago, wo er auch das Wheaton College besuchte.
2008 kam die Kurzgeschichte Toke beim Interzone Readers Poll auf Platz 10.
Im Februar 2012 kündigte er seinen Job, um sich ganz auf das Schreiben zu konzentrieren.

## Bibliografie
Burn Cycle
- 1 Heart of Veridon (2009)
  - Deutsch: Das Herz von Veridon. Übersetzt von Michael Krug. Bastei-Lübbe SF & F #20666, 2012, ISBN 978-3-404-20666-7.
- 2 Dead of Veridon (2011)
  - Deutsch: Die Untoten von Veridon. Übersetzt von Michael Krug. Bastei-Lübbe SF & F #20686, Köln 2013, ISBN 978-3-404-20686-5.
- Bones of Veridon (Sammlung, 2013)

The Hallowed War (deutsch – Die Banner von Tenebros)
- 1 The Pagan Night (2016)
  - Deutsch: Zinder und Zwietracht. Deutsche Erstausgabe. Übersetzt von Ruggero Leò. Bastei-Lübbe SF & F #20932, 2018, ISBN 978-3-404-20932-3.
- 2 The Iron Hound (2017)
- 3 The Winter Vow (2018)

Einzelromane
- The Horns of Ruin (2010)
- The Quiet Front (2013, Kurzroman)

Kurzgeschichten
- Memory Analog (in: ChiZine, January-March 2004)
- The Song (in: Interzone, #204 June 2006)
- Distro (in: Interzone, #206 October 2006)
- A Walking of Crows (in: Electric Velocipede, Issue #10, Spring 2006)
- Toke (in: Interzone, #210 June 2007)
- The Algorithm (in: Interzone, #212 September-October 2007)
- A Soul Stitched to Iron (2009, in: George Mann (Hrsg.): The Solaris Book of New Science Fiction: Volume Three)
- The Angel of Divine Intent (in: Strange Horizons, 7 March 2016)
- A Death in the Wayward Drift (in: Interzone, #269, March-April 2017)

Spiele
- mit Jason Brick, Ethan Day-Jones, James Jacobs, Nick Salestrom, David Schwartz, William Thrasher und Kieran Yanner (Ill.) (Ill.): Handbuch Völker des Flusses. Ulisses Medien und Spiel Distribution GmbH, Waldems 2016, ISBN 978-3-95752-292-4.
- mit Neal Litherland, David N. Ross und Tork Shaw: Vermächtnis des Mondes. Übersetzt von Claudia Waller. Ulisses Spiele GmbH, Waldems 2017, ISBN 978-3-95752-592-5.